# Darwinsaurus evolutionis
Darwinsaurus evolutionis ("lagarto de Darwin evolutivo") es la única especie del género extinto Darwinsaurus de dinosaurio ornitópodo estiracosterno que vivió hace aproximadamente 140 millones de años a principios del periodo Cretácico en lo que es hoy Europa. La especie tipo es Darwinsaurus evolutionis, y el holotipo es un esqueleto hallado en asociación que incluye material catalogado bajo los números NHMUK R1831, R1833, R1835 y R1836.
Los primeros restos de este género fueron hallados a principios del siglo XIX en la Cantera Shornden en Shornden cerca de Hastings, en el Este de Sussex. Estos fueron reprortados inicialmente por Richard Owen en 1842. En 1889 fueron referidos a Iguanodon fittoni por Richard Lydekker. Luego fueron asignados a Hypselospinus fittoni por David Bruce Norman en 2010.
En 2012 Gregory S. Paul los nombró como un género y especie separados. La especie tipo es Darwinsaurus evolutionis. El nombre del género honra a Charles Darwin por su teoría de la evolución. El nombre de la especie se refiere a la evolución en general y específicamente a la fuerte radiación evolutiva de la que iguanodontianos, de acuerdo con Paul, son un ejemplo básico. El holotipo, tal como fue indicado por Paul, es un esqueleto asociado que incluye material catalogado bajo los números NHMUK R1831, R1833, R1835 y R1836. Lydekker y Norman también incluyeron al espécimen NHMUK R1832, que comprende elementos del antebrazo.
Paul en 2012 proveyó una breve diagnosis para Darwinsaurus. El dentario, el hueso frontal de la mandíbula, es recto. Un alargado diastema se encuentra entre el pico y la fila de dientes. El dentario es poco profundo bajo el diastema y más profundo bajo los dientes. Los dientes delanteros son los más pequeños. El brazo es muy robusto. El olécranon del cúbito está bien desarrollado.Parte de los carpianos son muy grandes, y los metacarpianos son muy alargados. La púa del pulgar, la garra del primer dedo, es grande.
Paul y Norman discrepan acerca de la forma del diastema. De acuerdo con Paul, una ilustración de Lydekker en 1889 muestra que el fósil originalmente poseía un espacio largo y bajo entre la batería de dientes y el pico; el daño posterior pudo haber removido tres o cuatro diminutos dientes en frente de la fila dental. Norman por su parte piensa que el daño ha reducido la altura de la mandíbula y que los dienmtes frontales originalmente eran grandes, produciendo un diastema estrecho.
Paul consideró a Darwinsaurus un miembro basal del grupo Iguanodontia. Norman en 2013 consideró que la descripción de Paul de Darwinsaurus es inadecuada, y estableció que el holotipo en realidad incluye especímenes de diferentes áreas geográficas y diferentes horizontes estratigráficos. Norman consideró a D. evolutionis como un nomen dubium, y afirmó que la mayor parte de los fósiles asignados a este taxón pueden ser referidos a la especie Hypselospinus fittoni; el espécimen NHMUK 1836, un esqueleto asociado parcial del Barremiense tardío de la Isla de Wight puede en cambio ser referido a la especie Mantellisaurus atherfieldensis. En un resumen reciente de SVP, Karen Poole consideró a Darwinsaurus como un posible sinónimo más moderno de Huxleysaurus basado en resultados cladísticos no publicados.